# III. Lipót belga király
III. Lipót (franciául: Léopold, hollandul: Leopold, németül: Leopold); Léopold Philippe Charles Albert Meinrad Hubertus Marie Miguel (1901. november 3. – 1983. szeptember 25.) a Szász–Coburg–Gothai-házból származó belga királyi herceg, Brabant hercege, trónörökös, majd belga király, Belgium negyedik uralkodója, aki 1934 és 1951 között uralkodott.

## Élete

### Származása, ifjúkora
Lipót herceg Brüsszelben született, Albert herceg, a későbbi I. Albert belga király és Erzsébet bajor hercegnő (később belga királyné) első gyermekeként.

### Uralkodása
1934-ben III. Lipót néven lett Belgium uralkodója. A második világháború alatti kollaboráns ténykedésével politikailag kompromittálta magát. 1944 júniusában, a normandiai partraszállás után Himmler utasítására Németországba deportálták. 1945-ben amerikai csapatok kiszabadították, de Belgiumba nem térhetett vissza. Helyére még 1944-ben öccsét, Károly Teodort, Flandria hercegét nevezték ki Belgium régensévé, aki 1950-ig bátyja nevében állt az ország élén. Albert ekkor visszatért Brüsszelbe. Személye politikai válságot robbantott ki, tiltakozó tömegtüntetésekre és országos általános sztrájkra került sor. 1951. július 16-án Albert lemondásra kényszerült, helyére másnap, 17-én fia, Baldvin brabanti herceg lépett.

### Első és második házassága
1926. november 4-én Stockholmban kötött házasságot Asztrid svéd királyi hercegnővel. Házasságukból három gyermek származott:
- Jozefina Sarolta királyi hercegnő (1927–2005), házassága révén Luxemburg nagyhercegnéje és Nassau címzetes hercegnéje
- Baldvin királyi herceg (1930–1993), Flandria hercege, 1951-től Belgium királya
- Albert királyi herceg (* 1934), Liège hercege, 1993-tól bátyjának örököseként Belgium királya.

Lipót 1934. február 23-án lett uralkodó azután, hogy apja, I. Albert király ugyanezen a napon sziklamászás közben Marche-les-Dames-ban (az Ardennekben) életét vesztette.
Asztrid királyné 1935. augusztus 29-én a svájci Küssnachtban, a Vierwaldstätti-tónál (Schwyz kanton) egy autóbalesetben életét vesztette, az autót vezető király pedig megsérült. Az özvegy III. Lipót király később, 1941-ben – már a megszálló német csapatok „védőőrizetében” – házasságot kötött a brit Mary Lilian Baels-szel (1916–2002), akinek a Rethy hercegnője címet adományozta. Második feleségétől is 3 gyermeke született, őket azonban kizárták a trónöröklés lehetőségéből:
- Alexander Emánuel Henrik Albert Mária Lipót belga királyi herceg (1942–2009)
- Mária-Krisztina Dafné Erzsébet Asztrid Leopoldina belga királyi hercegnő (1951-)
- Mária-Eszmeralda Adélheid Liliána Anna Leopoldina belga királyi hercegnő (1956-)

## Fordítás
- Ez a szócikk részben vagy egészben  a   Leopold III van België című holland Wikipédia-szócikk fordításán alapul.  Az eredeti cikk szerkesztőit annak laptörténete sorolja fel. Ez a jelzés csupán a megfogalmazás eredetét és a szerzői jogokat jelzi, nem szolgál a cikkben szereplő információk forrásmegjelöléseként.

| Előző uralkodó: I. Albert | A belgák királya 1934 – 1951 1944–1950 névleg, Károly régens mellett Szász–Coburg–Gotha | Következő uralkodó: Baldvin |